# Kasteel Broekhuizen (Leersum)
Kasteel Broekhuizen is een ridderhofstad, landhuis en landgoed te Leersum, gemeente Utrechtse Heuvelrug in de Nederlandse provincie Utrecht. In de huidige vorm dateert het van 1810. Het kasteel is na een grote brand in 1906 zo veel mogelijk in de oude stijl herbouwd. Het bijbehorende landgoed beslaat een oppervlakte van 6 hectare.
Het is een groot gebouw met drie verdiepingen, waarvan de uitspringende middenpartij wordt beheerst door een monumentale portiek gevormd door vier Ionische zuilen. De voorgevel draagt het wapen (in zilver een rood en goud geschakeerd kruis) van de Utrechtse familie Van Broeckhuysen.

## Geschiedenis
Het kasteel had een voorganger die, op een tekening van Jacob Pronk, eruitzag als een rechthoekig landhuis. Dit huis is in 1794 vervangen door een wit landhuis, vervolgens is het in 1810 verder vergroot.
Ofschoon de familie Van Broeckhuysen al in 1250 in deze streek wordt vermeld, is een eerste belening met Broekhuizen aan Jan van Broeckhuysen door het Domkapittel pas in 1393, en een jaar later met het ernaast gelegen goed Schevichoven.
In 1406 wordt de broer van de weduwe van deze Jan, Tyman van Zuylen, met " 't huis te Broekhuisen" beleend door de Heer van Gaesbeek. Dit wijst erop dat het landgoed Broekhuizen twee leenheren had en het huis op dat van de Heer van Gaesbeek stond.
Via verkopen komt het uiteindelijk in 1793 aan de rijke Amsterdamse koopman mr. Cornelis Jan van Nellesteijn (1759-1832), die het huidige huis heeft laten bouwen. In 1824 liet hij iets noordelijker ook het huis Nieuw Broekhuizen bouwen, waar hij in 1832 overleed. In 1818 had Nellesteijn op de naburige heuvel Donderberg een graftombe laten bouwen. Zijn kleinzoon verkocht Broekhuizen in 1897 aan mr. Maarten Iman ridder Pauw van Wieldrecht. Die liet dat jaar een koetshuis en stal ontwerpen door architect Johannes van Nieukerken uit Den Haag.

### De 20e eeuw
In 1939 ging het bezit over naar de dochter van Pauw van Wieldrecht. Zij trouwde met jhr. mr. Th.J.G. Stratenus. Hun beider zonen verkochten het huis en landgoed in 1965 aan het Rijk, dat er van 1971 tot 1996 het Rijksinstituut voor Natuurbeheer in vestigde en het daarna verkocht aan Staatsbosbeheer.

### De 21e eeuw
Staatsbosbeheer verkocht vervolgens de opstallen met recht van onderpand aan een particulier. Deze koper kon de hypotheek niet betalen en het kwam in 2006 aan hypotheekbank Delta Lloyd. Van binnen verkeerde het in slechte staat. In 2007 is Staatsbosbeheer begonnen aan een grondige restauratie van de door Michael en Zocher ontworpen Engelse tuin. Bij deze restauratie is een mindervalidenpad aangelegd. Delta Lloyd heeft het kasteel laten restaureren. Sinds mei 2011 is er na een leegstandsperiode van zeven jaren een nieuwe eigenaar. Eind 2016 werd het landgoed na een volgende renovatie heropend als Parc Broekhuizen, waarna het een horeca- en hotelbestemming kreeg. Restaurant Voltaire opende in 2016 zijn deuren onder leiding van topkok Jacob Jan Boerma. In 2018 is het restaurant onderscheiden met een Michelinster.

#### Valwind 2021

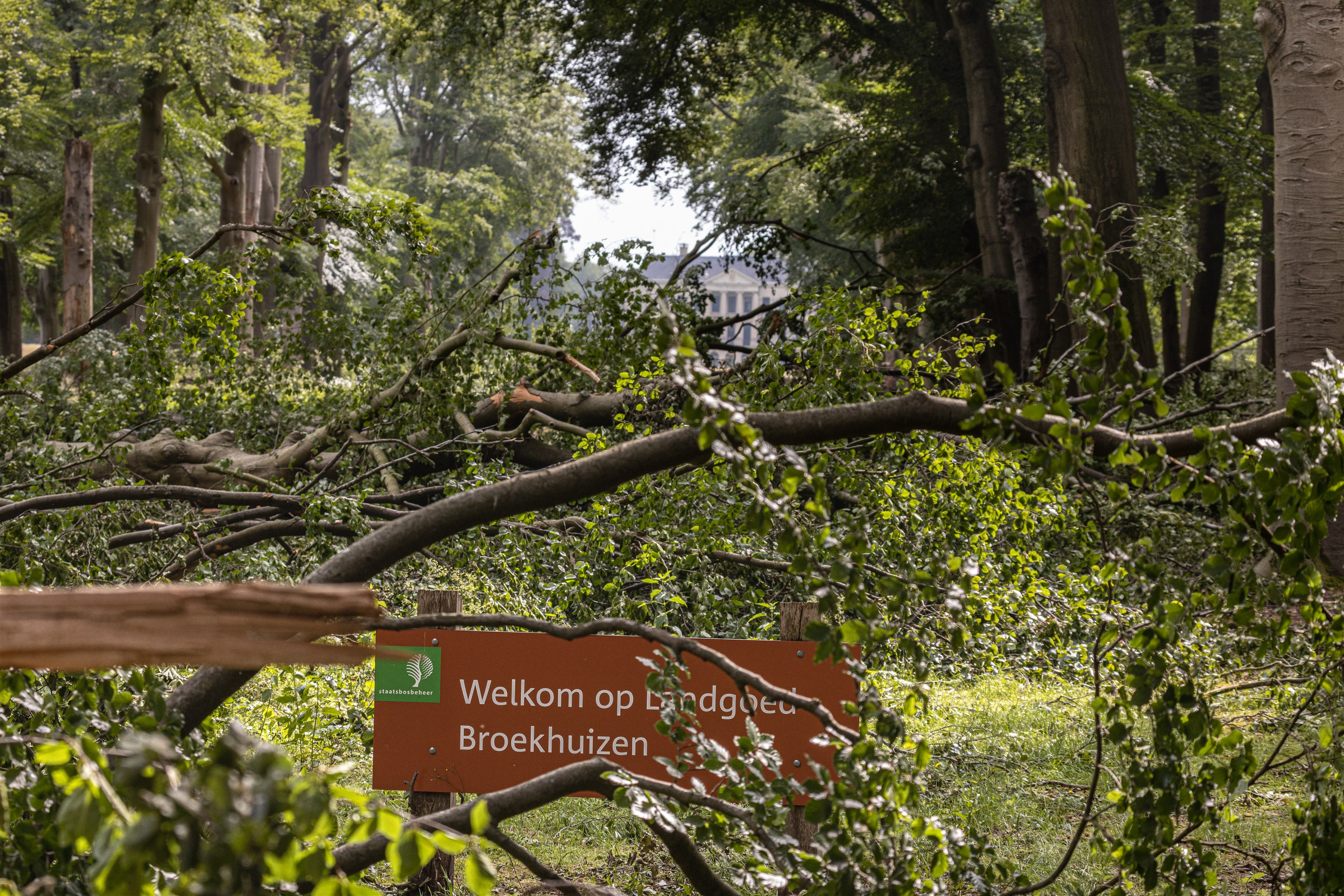
De valwind van 18 juni 2021 richtte zware schade aan in de bossen rond Leersum

Op 18 juni 2021 veroorzaakte een valwind stormschade aan het landgoed.

## Trivia
Van 2013 tot en met 2016 werd het tv-programma Heel Holland Bakt opgenomen in de tuin van dit kasteel.

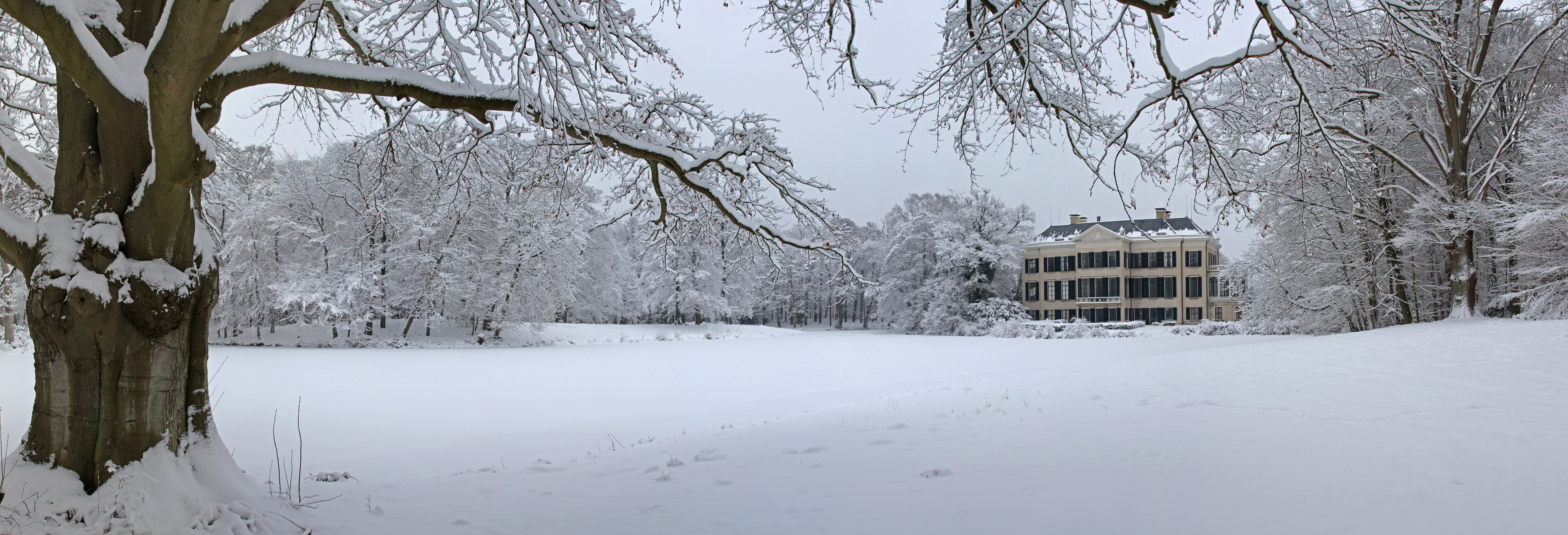
Kasteel Broekhuizen met landgoed

Kasteel Ter Aa (Breukelen) ·
Aastein ·
Slot Abcoude ·
Amaliastein ·
Nieuw-Amelisweerd ·
Oud-Amelisweerd ·
Kasteel Amerongen ·
Kasteel Batestein (Harmelen) ·
Kasteel Batestein (Vianen) · 
De Beest ·
Bergestein ·
Beverweerd ·
Blasenburg ·
Blikkenburg ·
Blommesteyn ·
Bolenstein ·
Bolsweerd ·
Bottestein ·
Kasteel Broekhuizen ·
Bruinenburg ·
Huis Cammingha ·
Clarenborg ·
Coelhorst ·
De Batau ·
Dompselaer ·
Huis Doorn ·
Drakenburg (kasteel) ·
Drakensteyn ·
Kasteel Duurstede ·
Huis Ter Eem ·
Eijkelenburg ·
Emmickhuizen ·
Den Engh ·
Essenstein ·
Everstein (Everdingen) ·
Everstein (Jutphaas) ·
Den Eyck ·
Galesloot ·
Kasteel Geerestein ·
Gildenborgh ·
Kasteel Ten Goye ·
Grauwert ·
Grijpestein ·
Groenestein (Langbroek) ·
Kasteel Groeneveld (Baarn) ·
Groenewoude (Woudenberg) ·
Gunterstein ·
Kasteel de Haar ·
Kasteel Hagestein ·
Hamtoren ·
Kasteel Hardenbroek ·
Huis Harmelen ·
Ridderhofstad Heemstede ·
Kasteel Heemstede ·
Heimenberg ·
Heimerstein ·
Huis Herlaar ·
Ter Heul ·
Heulestein ·
Hindersteyn ·
Kasteel Ter Horst (Achterberg) ·
Isselt ·
Kasteel IJsselstein ·
Jagenstein ·
Kersbergen ·
Killestein ·
Kronenburg (kasteel) ·
Kasteel Levendaal ·
Lichtenberg (Woudenberg) ·
Lievendaal (Amerongen) ·
Landgoed Linschoten ·
Kasteel Linschoten ·
Lockhorst ·
Kasteel Loenersloot ·
Kasteel Lunenburg ·
Huis Maarsbergen ·
Marckenburg ·
Ter Meer ·
Ter Mey (Haarzuilens) ·
Huis te Mijdrecht ·
Huis te Mijnden ·
Kasteel Moersbergen ·
Kasteel Montfoort ·
Natewisch ·
Te Nesse ·
Kasteel Nijenrode ·
Nijenstein ·
Nijeveld ·
Noordwijk (Langbroek) ·
Huis te Oosterwijk ·
Oostwaard (Utrecht) ·
Op de Bol ·
Oud-Broekhuizen ·
Ridderhofstad Oudaan ·
Huis Oudegein ·
Oudenhorst ·
Plettenburg (kasteel) ·
Huis De Polle ·
Prattenburg ·
Kasteel Putkop ·
Randenbroek (park) ·
Remmerstein ·
Kasteel Renswoude ·
Rhijnauwen ·
Kasteel Rhijnestein ·
Huis Riebeek ·
Kasteel Rijnenburg ·
Rijnestein ·
Rijneveld ·
Kasteel Rijnhuizen ·
Rijningen ·
Huis Rijnsweerd ·
Rijpickerwaard · 
Kasteel Rijsenburg ·
De Roetert ·
Rumelaar ·
Kasteel Ruwiel ·
Royestein ·
Kasteel Sandenburg ·
Kasteel Schalkwijk ·
Kasteel Schonauwen ·
Schurenburg ·
Snaafburg ·
Snellenburg ·
Paleis Soestdijk ·
Steenhuis (Lopik) ·
Kasteel Sterkenburg ·
Stormerdijk ·
Landgoed Stoutenburg ·
Ten Massche ·
Valkenburg (Rhenen) ·
Huis te Velde ·
Kasteel Veldenstein ·
Hofstede te Vliet ·
Huis te Vleuten ·
Huis te Vliet (Lopik) ·
Huis te Vliet (Oudewater) ·
Vogelpoel ·
Huis te Voorn ·
Vredelant ·
Vronestein ·
Vuijlcop ·
Kasteel Walenburg ·
Wayenstein (Amerongen) ·
Kasteel Weerdenburg ·
Weerdesteyn ·
Weerestein ·
Hof ter Weyde ·
Wickenburgh ·
Wijnestein ·
Wiltenburg (Utrecht) ·
Kasteel van Woerden ·
Huis Woudenberg ·
Huis te Woudenberg (I) ·
Huis te Woudenberg (II) ·
Wulven ·
Kasteel Oud-Wulven ·
Wulvenhorst ·
Slot Zeist ·
Kasteel Zuilenburg ·
Zuileveld ·
Slot Zuylen ·
Huis Zuylenstein